# فرودگاه زیندر
فرودگاه زیندر  (به انگلیسی: Zinder Airport)  یک فرودگاه همگانی  با کد یاتا ZND است که یک باند فرود آسفالت دارد و طول باند آن ۱۸۲۵ متر است. این فرودگاه در شهر زیندر کشور نیجر قرار دارد و در ارتفاع ۴۶۲ متری از سطح دریا واقع شده است.